# Persea lingue
El lingue (Persea lingue) es una especie arbórea endémica de Chile y de Argentina. Pertenece al género Persea y a la familia Lauraceae.
Está amenazada por pérdida de hábitat. 

## Descripción
Árbol siempreverde de hasta 30 m y un diámetro de 8 dm, corteza gruesa, rugosa, parda a cenicienta. Hojas alternas, elípticas a aovadas, margen ligeramente revoluto, haz verde lustroso, envés glauco y piloso, nervadura notoria. Láminas de 6-12 × 4-6 cm, pecíolos pubescentes de 8-12 mm de largo, acanalados. 

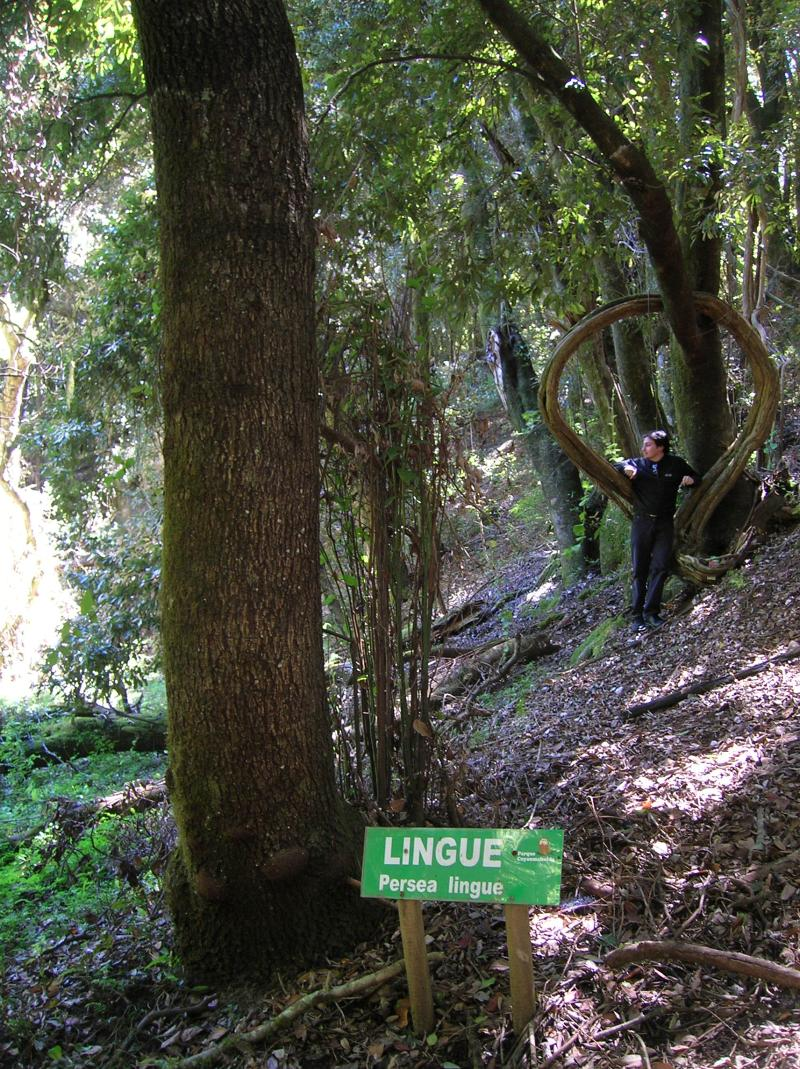
Tronco de un árbol adulto de lingue en uno de los senderos del Parque Coyanmahuida.

Flores hermafroditas en inflorescencias de 3-6 cm. Flores pediceladas, 5-7 mm, amarillas, pubescentes. Tépalos carnosos, desiguales, 12 estambres (algunos estériles). Estilo fino de 1,5-2,5 mm de largo. Fruto drupa negro-violáceo al madurar, de 1,2-1,8 × 0,7-0 y sus frutos son comestibles.

## Cultivo y usos

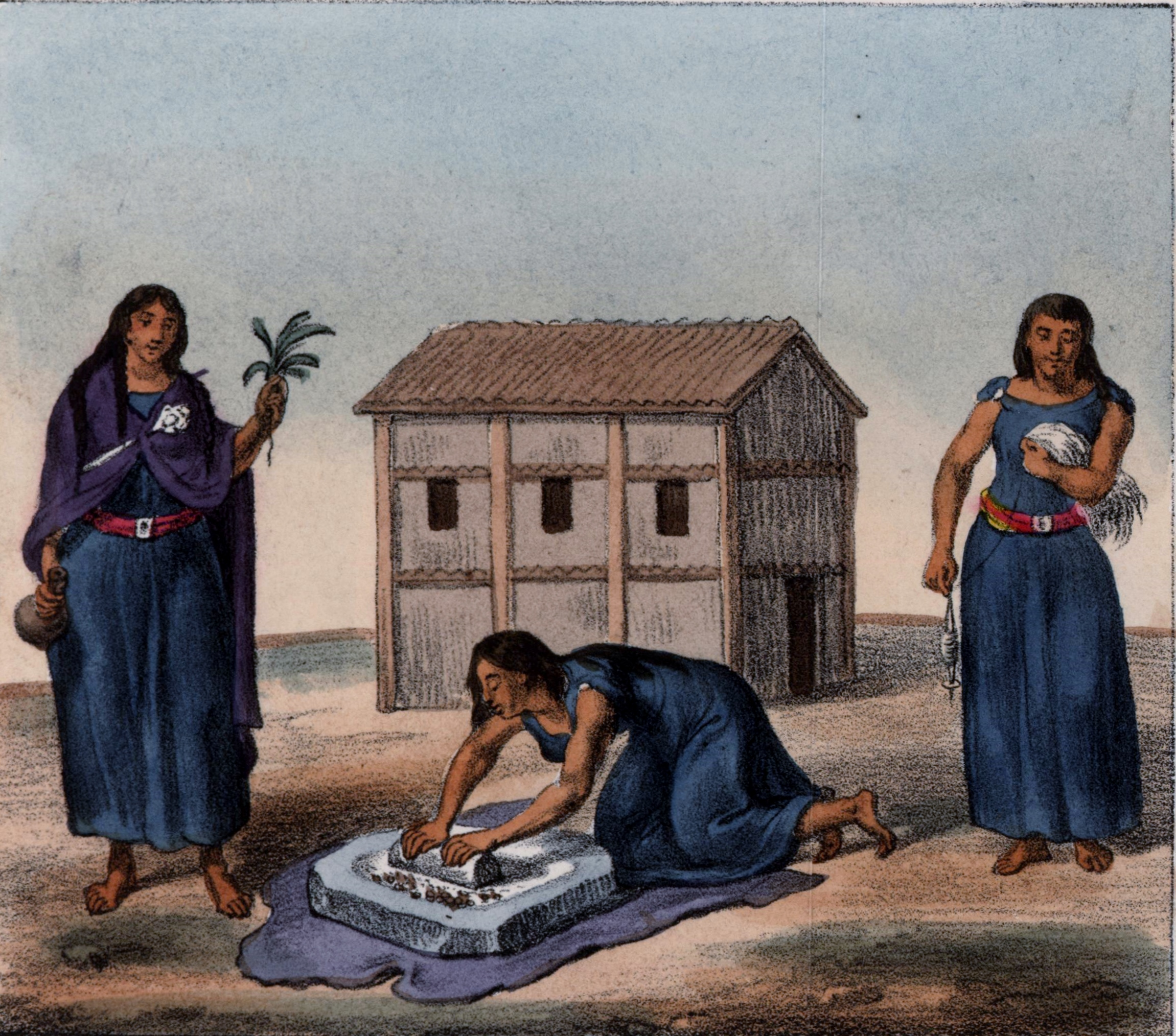
Mujeres mapuches en la producción de alimentos, por Peter Schmidtmeyer

Existe registro del consumo tradicional de su fruto por parte del pueblo Mapuche. A comienzos del siglo XX en los relatos de Pascual Coña, él hace mención a que la producción de la chicha de manzana por los mapuches podía llevar, entre otros, frutos del huingán, el litre, maqui, frutilla, y el fruto del lingue.

También se hacia chicha de manzanas. Los antiguos hacían bebidas de muy distintas clases. Entraban en su fabricación las bayas de los arbustos maqui, litre, huingán y la enredadera parrilla; además la frutilla, la quinua y la cebada; hasta los frutos del lingue, los "canchahues" de la luma, los piñones de la araucaria y las papas (patatas). Pero para sus fiestas mas concurridas solían proveerse de la musca, que es chicha de maíz, y del chisco o chicha pura de manzanas. A veces mezclaban las dos clases y la bebían con ocasión de sus festividades.
 Pascual Coña, 1927

## Taxonomía
Persea lingue fue descrita por Miers ex Bertero Nees y publicado en Systema Laurinarum 157. 1836.
Sinonimia
- Laurus ligi Dombey ex Nees
- Laurus lingue Miers ex Bertero
- Laurus lingue Ruiz & Pav.
- Laurus palustris Poepp. ex Meisn.
- Nothaphoebe lingue (Miers ex Bertero) Baeza
- Persea intermedia Phil.
- Persea lige Nees ex Meisn.
- Persea lingue var. canescens Nees
- Persea lingue var. palustris Nees
- Persea meyeniana Nees[3]